# Петър Главинчев
Петър Илиев Главинчев е български революционер, охридски войвода на Вътрешната македоно-одринска революционна организация.

## Биография
Главинчев е роден в град Охрид, тогава в Османската империя. Работи като учител. Влиза във ВМОРО и става четник при Деян Димитров. През Илинденско-Преображенското въстание е начело на чета, с която прекъсва телеграфните връзки между Охрид и Струга и Дебър, а по-късно охранява въстаническата болница в местността Чемерския дол край село Брежани.